# Phrynarachne peeliana
Phrynarachne peeliana är en spindelart som först beskrevs av Ferdinand Stoliczka 1869.  Phrynarachne peeliana ingår i släktet Phrynarachne och familjen krabbspindlar. Inga underarter finns listade i Catalogue of Life.